# Андреевка (Земетчинский район)
Андреевка — деревня в Земетчинском районе Пензенской области России. Входит в состав Краснодубравского сельсовета.

## География
Расположен в северо-западной части региона, в 2 километрах от реки Кита.

## История
Согласно Закону Пензенской области от 2 ноября 2004 года № 690-ЗПО деревня вошла в состав образованного муниципального образования Краснодубравский сельсовет.

## Население
| 2010 |
| ---- |
| 3    |

## Инфраструктура
Личное подсобное хозяйство.

## Транспорт
Просёлочная дорога к центру сельсовета селу Красная Дубрава.